# Reesholm/Schlei
Reesholm/Schlei (dänisch Rejsholm oder auch Palør(e)) ist ein Naturschutzgebiet in der schleswig-holsteinischen Gemeinde Schaalby im Kreis Schleswig-Flensburg.
Es ist Bestandteil des FFH-Gebietes „Schlei incl. Schleimünde und vorgelagerter Flachgründe“ und des EU-Vogelschutzgebietes „Schlei“. Es grenzt an das Landschaftsschutzgebiet „Nördliches Schleiufer“. Zuständige untere Naturschutzbehörde ist der Kreis Schleswig-Flensburg.
Das Naturschutzgebiet liegt am Nordufer der Schlei östlich von Schleswig im Naturpark Schlei. Es stellt die Halbinsel Reesholm und die Insel Hestholm in der Großen Breite einschließlich eines 50 Meter breiten Wasserstreifens sowie die Wasserfläche zwischen dem östlichen Teil der Halbinsel Reesholm und der Insel Hestholm unter Schutz.
Die Halbinsel Reesholm liegt zu einem großen Teil nur wenig über dem Meeresspiegel. Sie wird bei Hochwasser häufig überflutet, so dass sich botanisch wertvolle Salzwiesengesellschaften entwickeln konnten. Hier kommen u. a. Löffelkraut, Strandaster, Stranddreizack und Strandwegerich vor. Auf nicht beweideten Flächen wachsen Hochstaudenfluren. Die Uferbereiche sind teilweise von Schilfzonen eingenommen.
Im südlichen Bereich der Halbinsel befindet sich eine höher gelegene, flache Moränenplatte. Die Weidenbereiche sind hier durch in der Hauptsache mit Weißdorn bestückten Knicks getrennt. Trockene Rasenbereiche sind teilweise von Besenginster eingenommen. Die Flächen werden von Zeit zu Zeit mit Rindern beweidet und der Ginster so kurzgefressen. Im Bereich der Moränenplatte hat sich auf der Westseite von Reesholm durch Küstenabbruch ein etwa drei Meter hohes Steilufer entwickelt.
Das Naturschutzgebiet ist Lebensraum für zahlreiche Pflanzen- und Tierarten. Im Niederungsgebiet brüten Schafstelze, Kiebitz, Rotschenkel, Austernfischer, Brandgans und Graugans, die Schilfzonen bieten Rohrammer und Rohrsänger Brutplätze. Die Moränenplatte ist u. a. Lebensraum für Feldlerchen, die Abbruchkante bietet Uferschwalben Nistmöglichkeiten. Der Seeadler ist häufiger Nahrungsgast. Auch als Rastplatz für Zugvögel hat das Naturschutzgebiet eine große Bedeutung. So rasten hier u. a. Stare, Große Brachvögel sowie Grau- und Nonnengänse. Graugänse überwintern hier auch, ebenso wie Singschwäne.
Im Westen des Naturschutzgebietes befindet sich ein Weg, an dessen Ende sich ein Beobachtungsstand befindet. Das Naturschutzgebiet wird vom Landesverband Schleswig-Holstein des Naturschutzbundes Deutschland betreut.